# Domenico Pignatelli de Belmonte
Domenico Pignatelli de Belmonte (Nápoles, 19 de novembro de 1730 - Palermo, 5 de fevereiro de 1803) foi um cardeal italiano.

## Biografia
Nasceu em Nápoles em 19 de novembro de 1730. Filho de Domenico Pignatelli y Aymerich (1685-1771), segundo marquês de San Vincenzo e general do Exército Imperial, e de Anna Francesca Pinelli-Ravaschieri (1702-1779), princesa de Belmonte. Irmão mais novo de Antonio Pignatelli (1722-1794), mordomo mais velho de Fernando IV de Nápoles; e de Gennaro Adelmo Pignatelli (1728-1785), Olivetan, arcebispo de Bari (1770-1777) e Cápua (1777-1785). A família deu à Igreja o Papa Inocêncio XII; e Cardeais Francesco Pignatelli , sênior , Theat. (1703); Francesco Maria Pignatelli , júnior (1794); e Ferdinando Maria Pignatelli , Theat. (1839).
Ele estudou com os teatinos de Nápoles a partir de 1738. Ingressou na Congregação dos Clérigos Teatinos Regulares provavelmente em 1745. Professou em dezembro de 1746. Recebeu sua formação nas casas teatinas de estudo.
Ordenado em 22 de setembro de 1753. Em sua ordem, leitor de cânones sagrados na casa de estudos Ss. Apostoli, Nápoles, 12 de dezembro de 1755; secretário do superior geral; superior de Ss. Apostoli, Nápoles; procurador-geral; coadjutor do padre Antonio Francesco Vezzosi, Theat., superior geral de sua ordem, 31 de maio de 1774 (?); e superior geral , 22 de abril de 1777. Examinador dos promovidos a cátedras eclesiásticas.
Eleito bispo de Caserta, em 25 de fevereiro de 1782. Assistente do Trono Pontifício, em 25 de fevereiro de 1782. Consagrado em 3 de março de 1782, igreja de S. Silvestro al Monte, Roma, pelo Cardeal Innocenzo Conti, secretário dos Breves Apostólicos, assistido por Girolamo Volpi, arcebispo titular de Neocesarea, e por François de Pierre de Bernis, bispo titular de Apollonia, vigário geral de Albi. Promovido à sé metropolitana de Palermo em 29 de março de 1802; recebeu o pálio no mesmo dia. Regente da Sicília, 1802-1803, durante o breve reinado de D. Fernando IV.
Criado cardeal sacerdote no consistório de 9 de agosto de 1802 ; recebeu o barrete vermelho em 5 de dezembro de 1802, na capela do seminário de Palermo. Ele morreu antes de receber o chapéu vermelho e o título.
Morreu em Palermo em 5 de fevereiro de 1803, de gota e gangrena. Exposto e enterrado na igreja dos Padres Teatinos, Palermo.